# Polska muzyka rozrywkowa
Polska muzyka rozrywkowa – dziedzina kultury muzycznej obejmująca gatunki muzyki popularnej, tanecznej, utylitarnej. Do dziedziny tej zalicza się często także piosenkę aktorską, piosenkę kabaretową, poezję śpiewaną oraz jazz. Polska muzyka rozrywkowa pojawiła się w dwudziestoleciu międzywojennym i trwała aż do wybuchu II wojny światowej. Po 1945 roku polska muzyka rozrywkowa odrodziła się.

## Początki, okres międzywojenny
Pierwszymi polskimi wykonawcami muzyki rozrywkowej były kabarety (m.in. Zielony Balonik, Figilki, Czarny Kot, Sfinks, Argus). Po I wojnie światowej powstały takie kabarety jak: Qui Pro Quo, Morskie Oko, Alibaba, Cyganeria i inni. Dużą popularnością cieszyły się piosenki żołnierskie, miłosne i satyryczne rozpowszechniane przez radio i wytwórnie muzyczne. W latach 30. muzykę promowały także filmy dźwiękowe. Przebojowe piosenki komponowali m.in.: Zygmunt Karasiński („Każdemu wolno kochać”), Jerzy Petersburski („Już nigdy”, „Ja się boję sama spać”, „Odrobię szczęścia w miłości”, „To ostatnia niedziela”, „Tango milonga”), Henryk Wars („Ach, śpij, kochanie”, „Ach, jak przyjemnie”, „Już nie zapomnisz mnie”, „Miłość ci wszystko wybaczy”, „Umówiłem się z nią na dziewiątą”). Teksty piosenek pisali m.in. Julian Tuwim („Na pierwszy znak”), Jan Brzechwa („Naprzód idziemy”), Jerzy Jurandot („Powróćmy jak za dawnych lat”), Andrzej Włast („Całuję twoją dłoń, madame”, „Titina”). Marian Hemar stworzył ok. 2000 tekstów piosenek, które wykonali m.in.: Hanna Brzezińska, Tola Mankiewiczówna, Hanka Ordonówna, Zula Pogorzelska, Adolf Dymsza. Marian Hemar jest autorem takich szlagierów jak: „Kiedy znów zakwitną białe bzy”, „Ten wąsik, ach, ten wąsik”, „Wspomnij mnie”, „Sam mi mówiłeś”, „Mały gigolo”, „Chciałabym, a boję się”. Hemar często komponował muzykę do swoich tekstów. Innymi wykonawcami popularnych przebojów z okresu międzywojennego byli: Adam Aston, Eugeniusz Bodo, Jan Kiepura, Loda Halama, Ludwik Sempoliński, Aleksander Żabczyński.

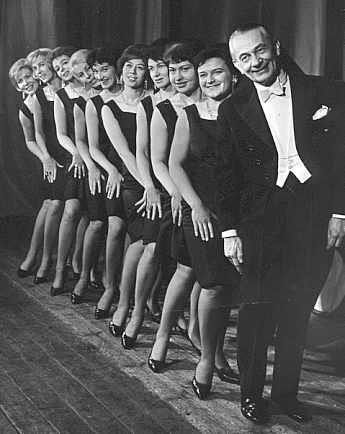
Mieczysław Fogg

## Odrodzenie po II wojnie światowej
Po II wojnie światowej popularnością cieszył się Mieczysław Fogg (który swoją karierę rozpoczął krótko przed wojną, a podczas wojny występował w kawiarniach, w szpitalach i na barykadach). Fogg wykonywał takie piosenki jak: „Jesienne róże”, „Piosenka o mojej Warszawie”, „To ostatnia niedziela”, „Ramona”, „Szkoda twoich łez”. Płyty z jego nagraniami sprzedały się w nakładzie 25 mln egzemplarzy.
Po wojnie w latach 60. popularność zdobyli także: Maria Koterbska („Karuzela”, „Parasolki”, „Serduszko puka w rytmie cza-cza”), Sława Przybylska („Pamiętasz, była jesień”), Irena Santor („Każda miłość jest pierwsza”, „Powrócisz tu”), Halina Kunicka („Niech no tylko zakwitną jabłonie”, „Orkiestry dęte”), Jerzy Połomski („Cała sala śpiewa z nami”, „Komu piosenkę?”), Krystyna Prońko („Jesteś lekiem na całe zło”, „Małe tęsknoty”), Irena Jarocka („Beatlemania Story”, „Gondolierzy znad Wisły”, „Motylem jestem”, „Odpływają kawiarenki”), Urszula Sipińska („Poziomki”, „Cudownych rodziców mam”), Ewa Demarczyk, Ewa Bem, Halina Frąckowiak („Bądź gotowy dziś do drogi”), Alicja Majewska („Być kobietą”, „Jeszcze się tam żagiel bieli”), Zdzisława Sośnicka („Julia i ja”, „Żegnaj lato na rok”).
Muzykę popularną rozpowszechniały telewizja oraz festiwale muzyczne (Sopot, Opole, Kołobrzeg, Zielona Góra).

## Nowi wykonawcy muzyki popularnej
Na przełomie lat 60. i 70. pojawili się nowi artyści, m.in. Zbigniew Wodecki („Izolda”), Andrzej Zaucha („Bądź moim natchnieniem”, „Byłaś serca biciem”), Andrzej Rosiewicz („Czy czuje pani cha-chę”). W 1963 roku swój pierwszy koncert zagrała Maryla Rodowicz. Swój pierwszy przebój wylansowała w 1969 roku („Mówiły mu”). Kolejne nagrody i zwycięstwa na festiwalach muzycznych przyniosły jej nowe folkrockowe przeboje („Jadą wozy kolorowe”, „Kolorowe jarmarki”, „Leżę pod gruszą”). W latach 70. Rodowicz nawiązała współpracę z Agnieszką Osiecką i Katarzyną Gärtner. Za sprawą współpracy Rodowicz zmieniła stylistykę na bardziej popową i wylansowała takie przeboje jak „Małgośka”, „Damą być”, „Sing-sing”.
W latach 70. dużą popularnością cieszyła się Anna Jantar. W 1973 roku wylansowała przebój „Najtrudniejszy pierwszy krok”, a rok później „Tyle słońca w całym mieście”. W latach 90. w jej ślady poszła córka Natalia Kukulska. W latach 70. popularnością cieszyli się także: Hanna Banaszak („Mam ochotę na chwileczkę zapomnienia”), Edyta Geppert („Jaka róża, taki cierń”, „Kocham cię, życie”, „Przepraszam, że żyję”), Ryszard Rynkowski i zespół Vox, Majka Jeżowska. W latach 70. solową karierę rozpoczął także Krzysztof Krawczyk („Jak minął dzień”, „Pamiętam ciebie z tamtych lat”).

## Big bit

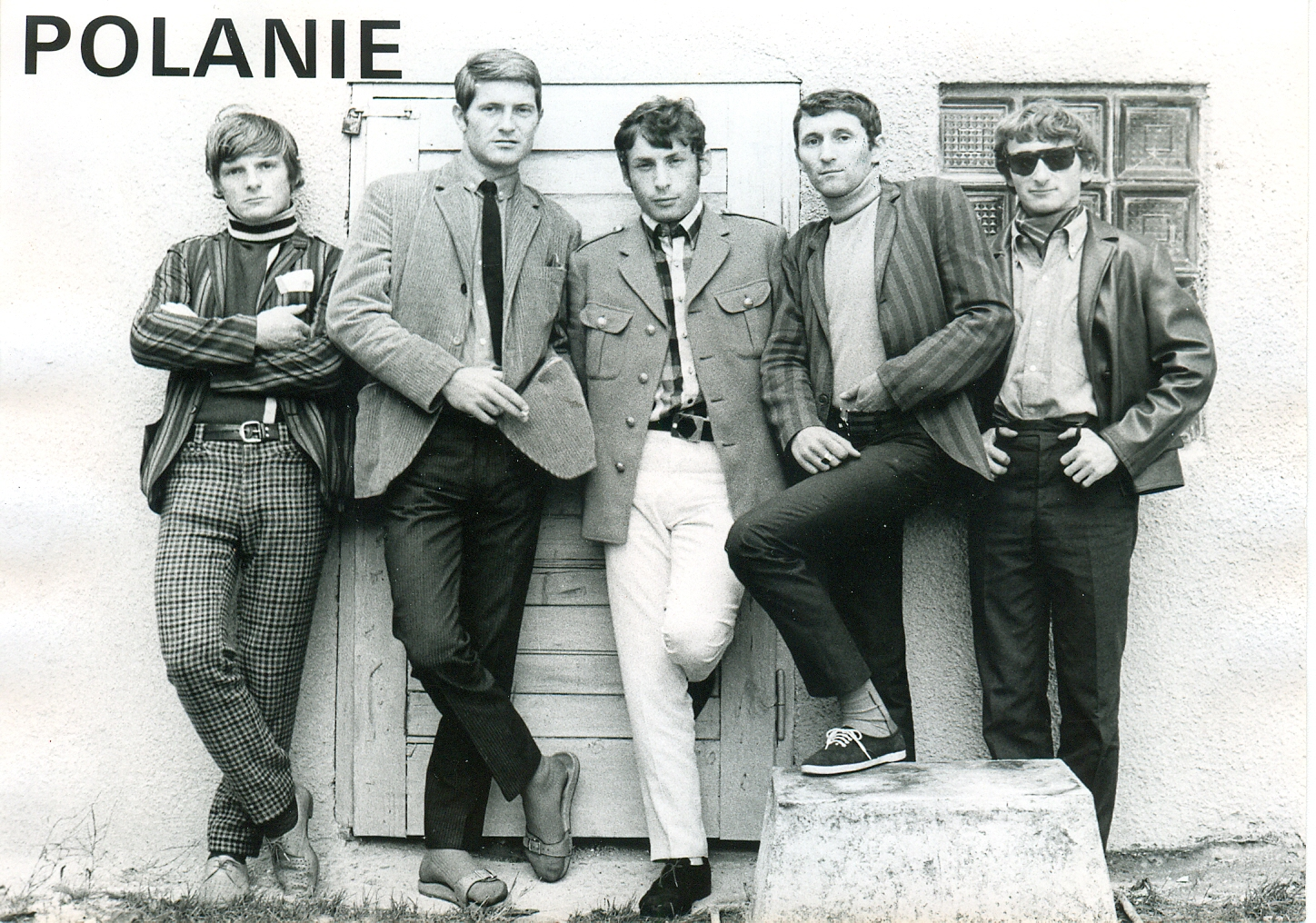
Polanie

Uważa się, że rock trafił do Polski w 1959 roku. Wówczas w gdańskim klubie Rudy Kot zadebiutował zespół Rhythm and Blues (wykonujący głównie amerykański rock and roll). Rock w Polsce nazywano wówczas big bitem. Pomimo oficjalnego odcięcia się od grania zachodniego rock and rolla (sama nazwa big bit była kamuflażem przeciwko władzom komunistycznym), zespół Rhythm and blues otrzymał zakaz grania koncertów w salach powyżej 400 osób. W połowie 1960 roku zespół rozpadł się.
W 1960 roku powstał zespół Czerwono-Czarni, który wzbogacił repertuar o własne kompozycje i światowe przeboje z polskimi tekstami. Nazwa zespołu pochodzi od barw Gdańskiego Klubu Jazzowego w którym powstał zespół. Początkowo zespół grał tylko zagraniczne przeboje (m.in. „Elevator Rock”, „Only You”, „Sweet Little Sixteen”). Od 1961 roku zespół zaczął tworzyć własne utwory („Biedroneczki są w kropeczki”, „Malowana lala”, „Chłopiec z gitarą”, „Nie bądź taki szybki Bill”, „O mnie się nie martw”, „Mały książę”, „Jedziemy autostopem”). Wokalistami w Czerwono-Czarnych byli m.in.: Michaj Burano, Janusz Godlewski, Marek Tarnowski, Czesław Niemen, Wojciech Korda, Helena Majdaniec, Karin Stanek, Katarzyna Sobczyk. Zespół należał do czołówki polskiego big-bitu do 1967 roku.
W 1962 roku rozpoczął działalność zespół Niebiesko-Czarni, który wprowadził hasło „polska młodzież śpiewa polskie piosenki”. W składzie Niebiesko-Czarnych znaleźli się m.in.: Bernard Dornowski, Marek Szczepkowski, a później także: Wojciech Korda, Helena Majdaniec, Ada Rusowicz, Piotr Janczerski i Czesław Niemen. Ważniejsze przeboje Niebiesko-Czarnych: „Stary niedźwiedź mocno śpi”, „Głęboka studzienka”, „Czy mnie jeszcze pamiętasz”, „Baw się w ciuciubabkę”, „Hej dziewczyno, hej”, „Niedziela będzie dla nas”.
W 1965 roku pojawił się zespół Czerwone Gitary (początkowo Pięciolinie). Czerwone Gitary wprowadziły własne brzmienie, adresowane do kilkunastoletniej publiczności. W Czerwonych Gitarach karierę rozpoczęli: Krzysztof Klenczon, Seweryn Krajewski. W 2. połowie lat 60. Czerwone Gitary były najpopularniejszym polskim zespołem muzycznym. Zespół wylansował takie przeboje jak: „Anna Maria”, „Nie zadzieraj nosa”, „Dozwolone od lat 18.”, „Takie ładne oczy”, „Matura”.

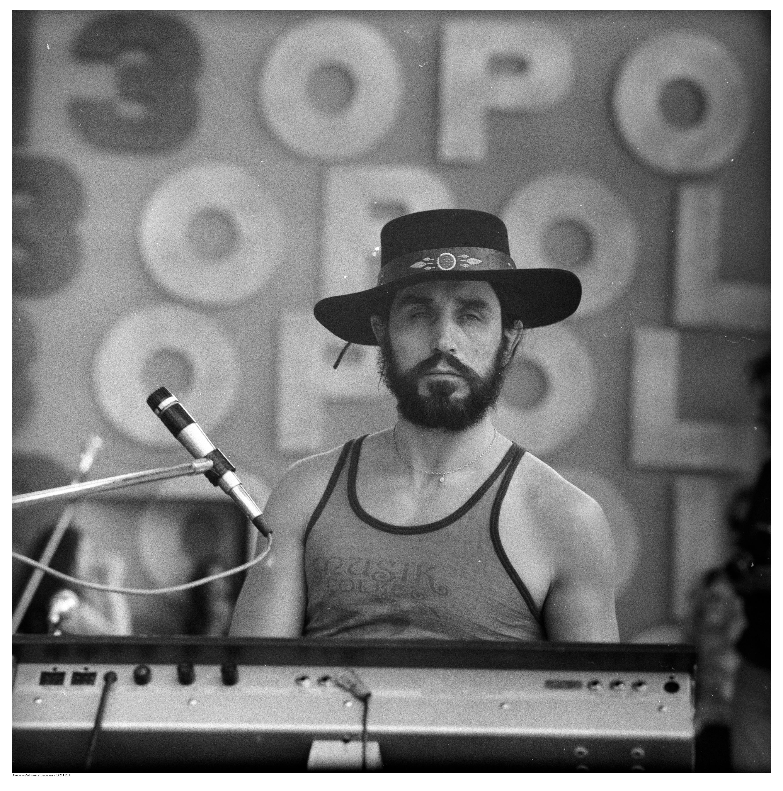
Czesław Niemen

Pod koniec lat 60. pojawiły się nowe zespoły bigbitowe, które odchodziły od stylizacji zachodniej. W połowie lat 60. powstał zespół Skaldowie (prowadzony przez braci Andrzeja i Jacka Zielińskich), który inspirował się rodzimym folklorem. W 1964 roku pojawił się zespół Trubadurzy, w 1967 roku powstała grupa No To Co a rok później powstał zespół Breakout (z Tadeuszem Nalepą i Mirą Kubasińską).
W 1962 roku po raz pierwszy wystąpił Czesław Niemen. Po występie na I Festiwalu Młodych Talentów w Szczecinie trafił do zespołu Niebiesko-Czarni. Z zespołu odszedł w 1965 roku i pod koniec roku utworzył zespół Akwarele. W 1967 roku Czesław Niemen wraz z zespołem wydali album Dziwny jest ten świat. Płyta odniosła ogromny sukces (Dziwny jest ten świat jest pierwszą polską złotą płytą). Czesław Niemen wylansował później takie przeboje jak: „Płonąca stodoła”, „Pod papugami”, „Wspomnienia”, „Bema pamięci żałobny rapsod”, „Czas jak rzeka”, „Włóczęga”).
Breakout zalicza się do pierwszego prawdziwego polskiego zespołu rockowego. Breakout powstał po rozpadzie zespołu Blackout, w którym wokalistą był Stanisław Guzek (występujący później jako Stan Borys). W 1964 roku debiutowały Alibabki, które początkowo wykonywały repertuar harcerski, ale z czasem nagrały własne kompozycje. Na początku lat 70. powstały zespoły: Klan oraz SBB (kierowane przez Józefa Skrzeka). Muzyka rockowa w latach 70. nie cieszyła się jednak dużą popularnością.

## „Młoda generacja” lat 70. i 80.
W latach 70. doszło do zmian w polskiej muzyce rozrywkowej. W 1970 zorganizowany został po raz pierwszy festiwal „Wielkopolskie Rytmy Młodych” na których prezentowali swoje umiejętności nowi, ekspansywni wykonawcy. Nowa fala muzyki rozrywkowej została nazwana „muzyką młodej generacji". Ważniejszymi wykonawcami z tego okresu były zespoły: Krzak, Exodus, Kombi, Perfect, Maanam, Kasa Chorych.
Zespół Perfect powstał pod koniec lat 70. Zespołem kierował Zbigniew Hołdys. Dzięki wykorzystaniu nowoczesnych brzmień i kontestacyjnym tekstom odniósł duży sukces. Ważniejsze przeboje Perfect z tego okresu to: „Ale wkoło jest wesoło”, „Autobiografia”, „Chcemy być sobą”, „Nie płacz, Ewka”, „Pe Pe, wróć”. Perfect rozpadł się w 1983 roku. Zespół reaktywował się w 1988 roku i rozpadł ponownie w 1991 roku. Na estradę grupa wróciła w 1993 roku, ale bez Hołdysa.

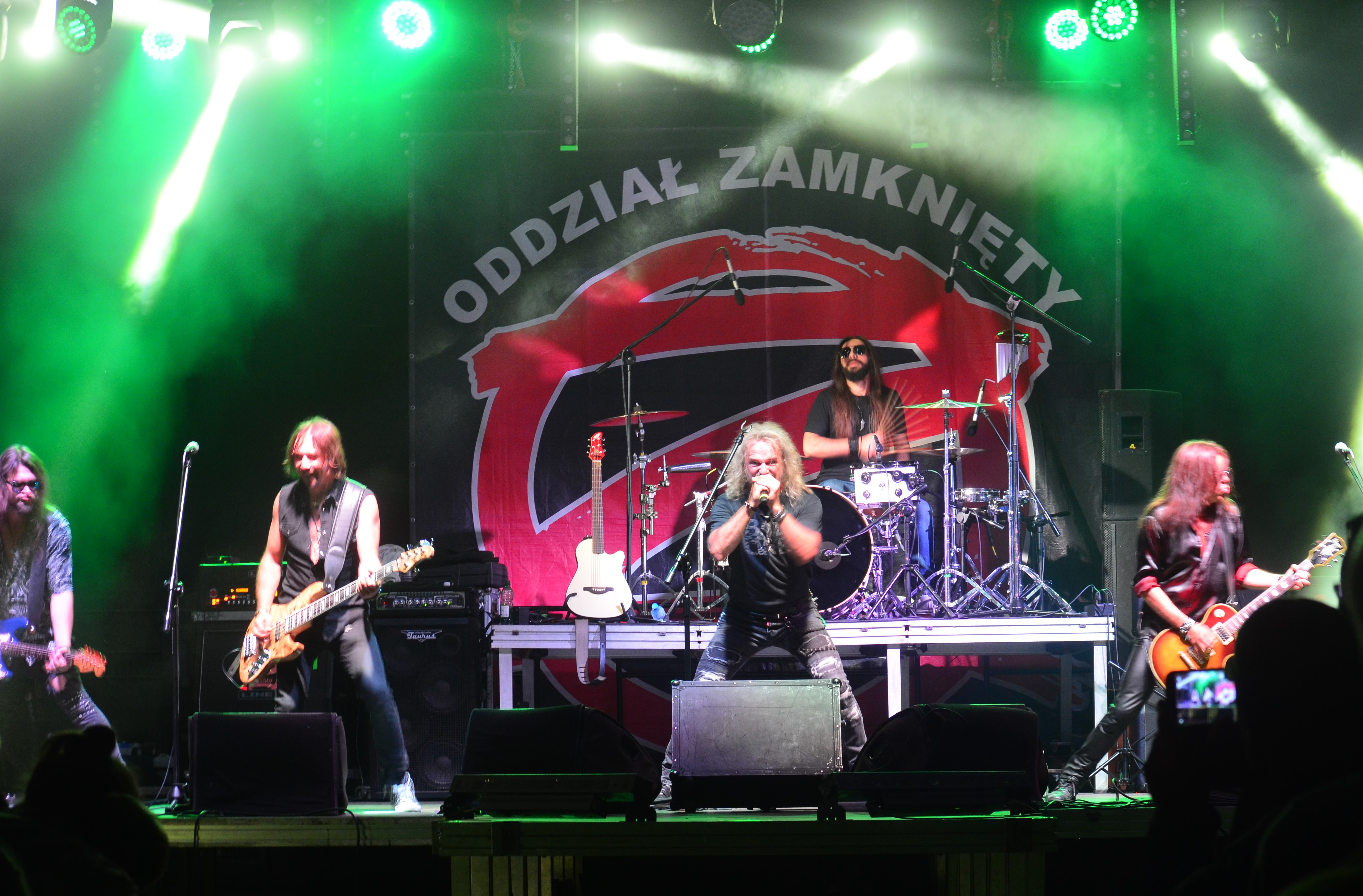
Oddział Zamknięty

W 1973 roku powstała Budka Suflera z wokalistą Krzysztofem Cugowskim. Sławę zespołowi przyniosła piosenka „Cień wielkiej góry”. Zespół kilkakrotnie zmieniał skład (z Budką Suflera współpracowali m.in. Jan Borysewicz, Izabela Trojanowska, Urszula).
W 1975 roku powstał Maanam z Olgą „Korą” Jackowską na wokalu. Kora we współpracy z Markiem Jackowskim stworzyła takie przeboje jak: „Boskie Buenos”, „Cykady na Cykladach”, „Kocham cię, kochanie moje”. Zespół zawiesił działalność w 1986 roku, ale reaktywował się w 1991 roku.
Do innych zespołów wyróżniających się z tego okresu należy zaliczyć: Republikę z Grzegorzem Ciechowskim, Bajm z Beatą Kozidrak, Kombi z Grzegorzem Skawińskim, Lady Pank założony przez Jana Borysewicza, Lombard z solistką Małgorzatą Ostrowską, Oddział Zamknięty.
Rock symfoniczny reprezentował zespół Exodus (z braćmi Andrzejem i Wojciechem Puczyńskim). Zespoły Dżem (kojarzony z Ryszardem Riedlem) oraz Kasa Chorych reprezentowały blues-rock. Zespołem łączącym rock z jazzem była śląska grupa Krzak.

## Punk rock, nowa fala i heavy metal w Polsce
Na początku lat 80. powstały pierwsze polskie zespoły punkowe i nowofalowe, reprezentowane przeważnie przez zespoły występujące na festiwalu w Jarocinie. Do ważniejszych zespołów należy zaliczyć: Śmierć Kliniczna, T.Love, Dezerter, Tilt, Deuter, TZN Xenna, Brygadę Kryzys, Izrael. W tym samym czasie Maanam i Republika nawiązywały do tradycji nowofalowej. Punk rock rozwijał się głównie w Warszawie oraz w Trójmieście. Pierwsze polskie zespoły punkrockowe działały także we Wrocławiu oraz w Ustrzykach Dolnych (KSU). Na przełomie lat 80. i 90. dużą popularnością cieszyły się takie zespoły jak: Sztywny Pal Azji, Siekiera, Dezerter, T.Love, Kobranocka, Kult. Muzykę hardrockową wykonywali m.in.: TSA, Turbo i Bank.

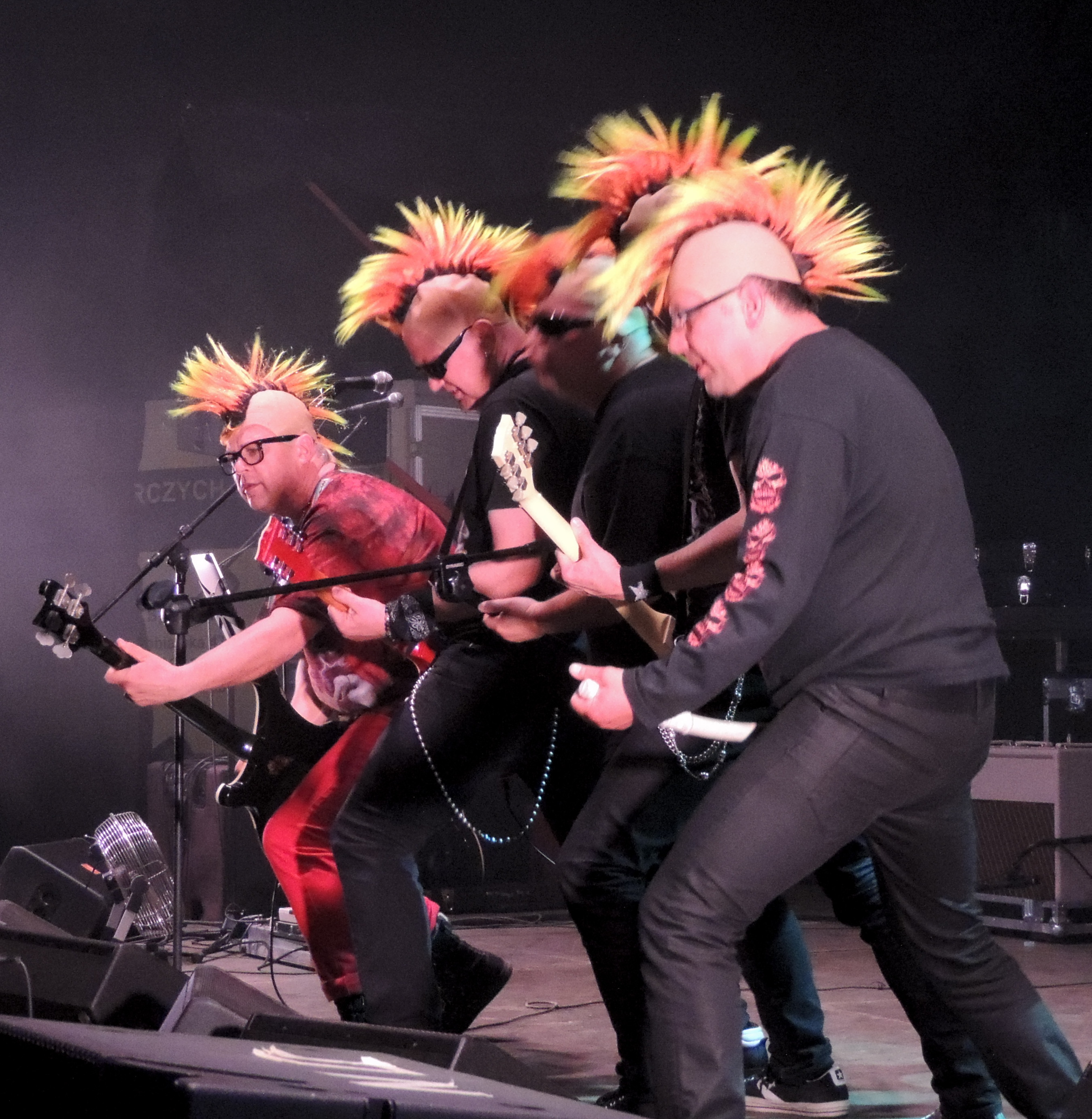
Big Cyc

## Lata 90.
W latach 90. pojawiły się nowe wytwórnie płytowe, które wypromowały nowych artystów (np. Pomaton, Izabelin Studio, Zic Zac, MJM Music PL, BMG Poland). W latach 90. duże sukcesy odnieśli tacy wykonawcy jak: Edyta Górniak, Justyna Steczkowska, De Mono, Wilki, Varius Manx, Hey, Edyta Bartosiewicz, Big Cyc, Piersi, Elektryczne Gitary, O.N.A., Ira, Kasia Kowalska, Kayah, Anita Lipnicka, a także reaktywowane: Lady Pank, Perfect, Republika, Tilt.